# Arlington National Cemetery

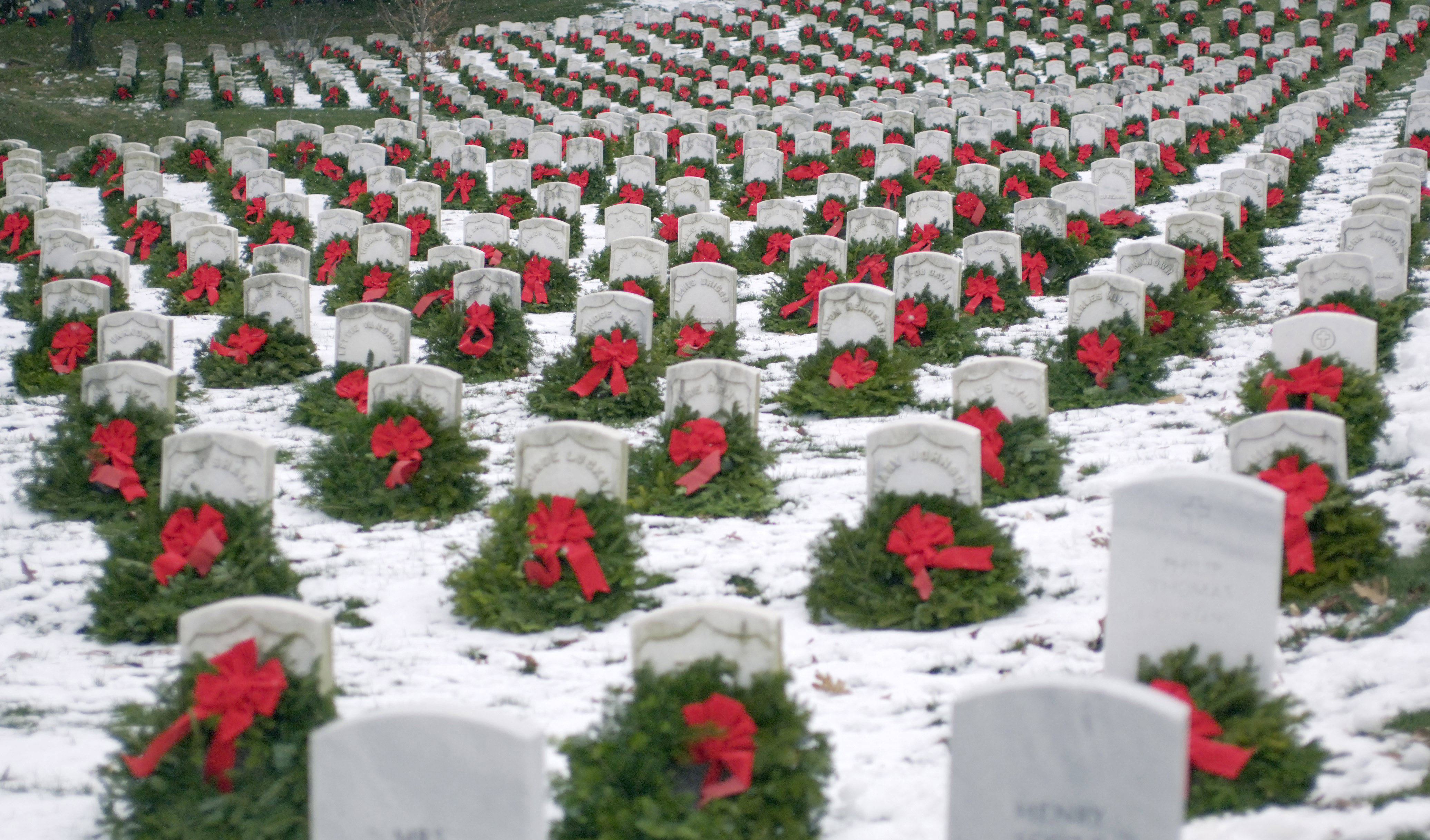

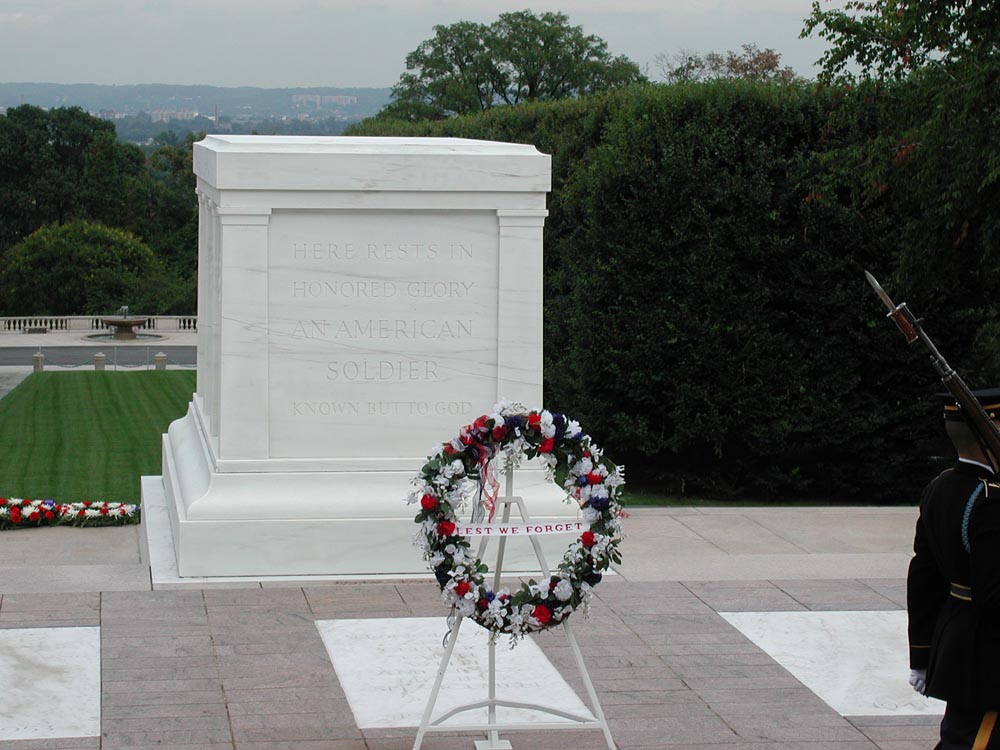
Een bijzonder monument is het graf van de onbekende soldaat

Arlington National Cemetery is een van de 139 nationale begraafplaatsen van de Verenigde Staten. Hoewel het een militaire begraafplaats is, liggen er naast militairen ook bekende Amerikanen als presidenten, astronauten, politici en verdienstelijke burgers, waaronder 367 ontvangers van de Medal of Honor. Het ligt op een groene heuvel boven de rivier Potomac in Arlington County, Virginia, met zicht op Washington D.C.
De begraafplaats werd in gebruik genomen in 1864. Dagelijks zijn er ongeveer vijftien begrafenissen. De begraafplaats telt zo'n 400.000 graven.
Het Netherlands Carillon, een gift van het Nederlandse volk, bevindt zich ook op de begraafplaats.

## Geschiedenis
George Washington Parke Custis, een geadopteerde kleinzoon van president George Washington, erfde een stuk land bij het overlijden van zijn vader. Hij liet hierop een woning bouwen door de Engelse architect George Hadfield. De noordelijke vleugel was gereed in 1802. Custis huwde in 1804 en ging met zijn vrouw, Mary Lee Fitzhugh, in deze noordelijke vleugel wonen. Na hun dood werden ze op het domein begraven.
Op 30 juni 1831 huwde hun enig kind, Mary Anna, met een naaste neef en jeugdvriend, Robert E. Lee. Lee was de zoon van (Light Horse Harry) Henry Lee, Gouverneur van Virginia. Tussen 1841 en 1857 verliet Lee het landgoed voor enkele lange perioden. In 1846 vocht hij mee in de Mexicaans-Amerikaanse Oorlog. Hij werd benoemd tot hoofd van de militaire academie van West Point. Na de dood van zijn vader keerde hij naar het landgoed terug.
Robert E. Lee en Mary Anna woonden in Arlington House tot 1861. In april 1861 werd Lee benoemd tot generaal-majoor van de Virginia Military Forces. Bij het uitbreken van de Burgeroorlog weigerde Lee het commando over de Union Army. Hij meldde zich aan als vrijwilliger voor de staat Virginia. Lee bleef zich steeds verantwoordelijk voelen voor het domein. Ook voor de achtergebleven slaven zorgde hij dat ze voldoende voedsel en onderwijs kregen.
Het landgoed werd opgeëist door de federale overheid toen bleek dat geen belastingen meer werden betaald in naam van mevrouw Lee. Op 11 januari 1864 werden het domein en de woning te koop gezet. Generaal-brigadier Montgomery C. Meigs, die van Arlington House zijn hoofdkwartier had gemaakt, verklaarde de gronden geschikt voor een militaire begraafplaats. Het was zijn bedoeling het huis onleefbaar te maken, mocht de familie Lee ooit de intentie hebben hier terug te keren. In de tuin liet hij een groot stenen monument metselen. Hierin werden 18.000 gesneuvelde soldaten begraven.
Noch Robert E. Lee, noch zijn vrouw kon Arlington House terug in bezit krijgen. Ze keerden ook nooit meer terug naar het huis. Na hun dood werden ze begraven op het terrein van Washington University (later hernoemd tot Washington and Lee University), waar Lee president geweest was.
Na de dood van generaal Lee in 1870 begon George Washington Custis Lee een rechtszaak in verband met het domein. Hij verklaarde dat het land en het huis illegaal werden opgeëist en dat hij, volgens de wil van zijn grootvader, de enige wettelijke erfgenaam en eigenaar was. In december 1882 kreeg hij van het Hooggerechtshof gelijk en moesten de reeds aanwezige graven verwijderd worden. Dit zou een gigantisch werk zijn geweest. Op 3 maart 1883 verkocht George Washington Custis Lee het hele domein.

### Recent
Op 10 juni 2010 verscheen een rapport naar aanleiding van onthullingen dat veel stoffelijke resten onder de verkeerde grafstenen zouden liggen. Het rapport is het eindresultaat van een onderzoek dat aantoont dat het minstens 200 doden betreft. Een en ander blijkt vooral het gevolg van een slechte administratie, waardoor grafdelvers onjuiste informatie verkregen.

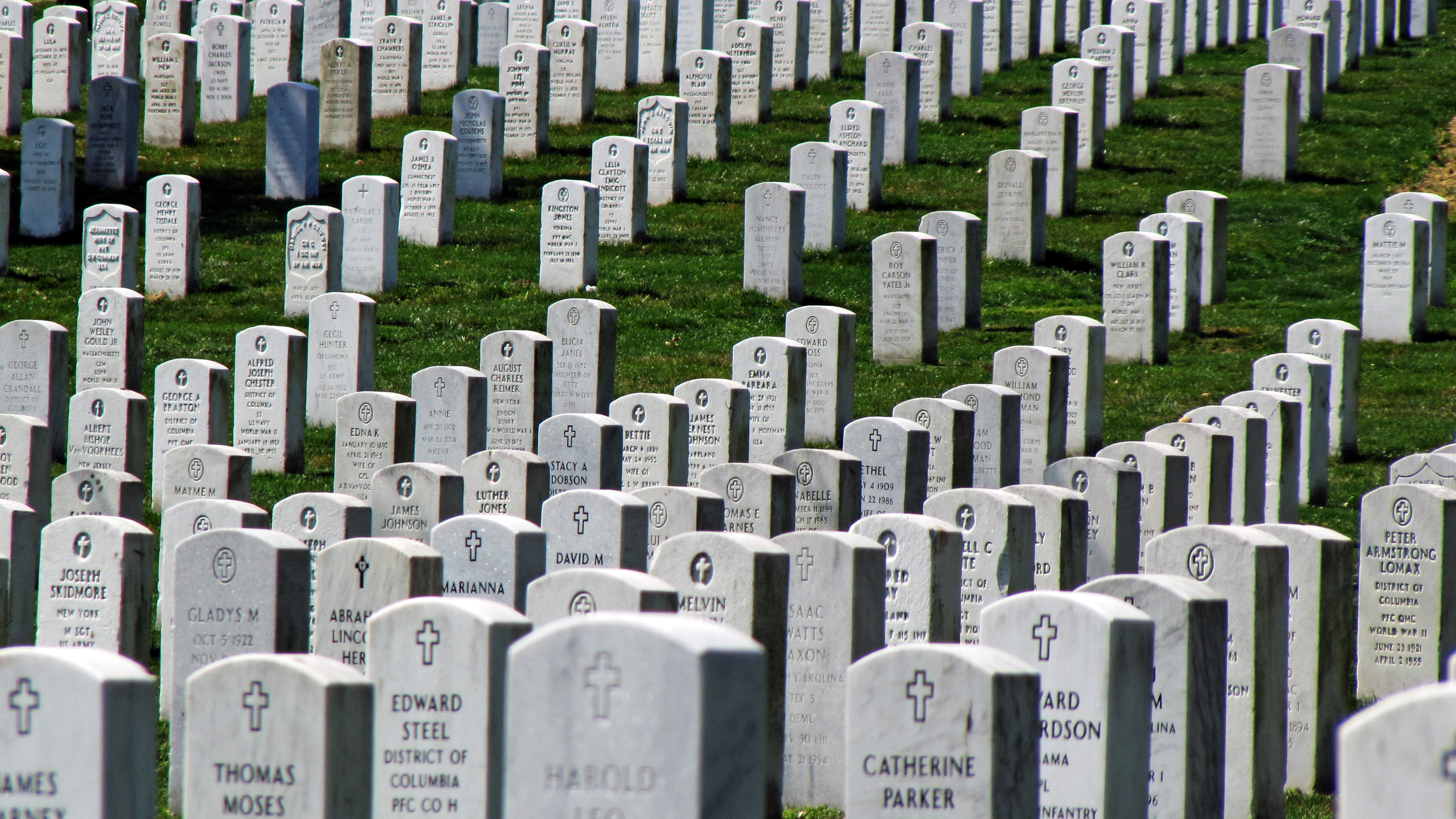
Grafstenen op Arlington National Cemetery

## Graf van de onbekende soldaat
Een bijzonder monument is het graf van de onbekende soldaat. In 1921 werden vier kisten met de resten van vier Amerikaanse soldaten, gesneuveld tijdens de Eerste Wereldoorlog, samengebracht in het stadhuis van Châlons-sur-Marne in Frankrijk. Op een van deze kisten werd de Amerikaanse vlag gelegd. Een gewonde veteraan, sergeant Edward Younger, plaatste een boeket witte rozen op deze kist. Na het eerbetoon door de Franse regering werd de kist, gedrapeerd met de vlag naar de Verenigde Staten overgebracht. Op 8 november kwam de kist aan in Washington DC. Daar lag het van 9 tot 11 november opgebaard in het Lincoln Memorial, waar meer dan 100.000 mensen langs de baar liepen. Op 11 november 1921 vond de bijzetting plaats in aanwezigheid van president Warren Harding en zijn vrouw. Op de sarcofaag van wit marmer werd in 1932 de beroemde tekst vermeld:
Here Rests in Honored Glory, An American Soldier, Known but to God (Nederlands: Hier rust in verdiende glorie, een Amerikaanse soldaat, wiens naam alleen God kent)
Later werden monumenten voor onbekende soldaten uit de Tweede Wereldoorlog, de oorlog in Korea en Vietnam toegevoegd. Het monument van de Onbekende Soldaat wordt bewaakt door de 3rd U.S. Infantry Regiment, "The Old Guard". De bewaking vindt vierentwintig uur per dag, alle dagen van het jaar, plaats.

## Bekende personen die er begraven liggen
Presidenten en hun familie:
- John F. Kennedy (1917-1963), 35e president van de Verenigde Staten
- Jacqueline Bouvier Kennedy Onassis (1929-1994), first lady van de Verenigde Staten
- Robert F. Kennedy (1925-1968), senator en presidentskandidaat
- William Howard Taft (1857-1930), 27e president van de Verenigde Staten
- Edward Kennedy (1932-2009), senator

Militairen
- Creighton Abrams (1914-1974), generaal tijdens de Vietnamoorlog
- Henry "Hap" Arnold (1886-1950), eerste (en enige) vijfsterrengeneraal van de US Air Force
- John Basilone (1916-1945), marinier onderscheiden met onder andere Medal of Honor en Navy Cross, geportretteerd in The Pacific
- Omar Bradley (1893-1981), bevelhebber in de Tweede Wereldoorlog en 1e Chairman of the Joint Chiefs of Staff
- Frank Buckles (1901-2011), laatst levende Amerikaanse veteraan uit de Eerste Wereldoorlog
- Scott Crossfield (1921-2006), marineofficier en testpiloot, vloog als eerste mens tweemaal zo snel als het geluid
- John Dill (1881-1944), Engelse generaal, Chief of the Imperial General Staff
- Abner Doubleday (1819-1893), generaal uit de Amerikaanse Burgeroorlog, vaak foutief als uitvinder van honkbal bestempeld
- Charles Durning (1923-2012), soldaat in de Tweede Wereldoorlog, daarna acteur
- Frank Jack Fletcher (1885-1973), admiraal in de Tweede Wereldoorlog, gedecoreerd met de Medal of Honor
- William Halsey (1882-1959), vijfsterrenadmiraal in de Tweede Wereldoorlog
- Ira Hayes (1923-1955), een van de zes soldaten bekend van de foto Raising the Flag on Iwo Jima
- Grace Hopper (1906-1992), schout-bij-nacht en computerpionier
- Henry Pinckney McCain (1861-1941), landmachtofficier, oom van McCain sr., oudoom van McCain jr.
- John S. McCain jr. (1911-1981), admiraal en vader van senator en presidentskandiaat John McCain
- John S. McCain sr. (1884-1945), admiraal en vader van McCain jr. en grootvader van John McCain
- Glenn Miller (1904-1944), majoor en bandleider. (Vermist, betreft herdenkingssteen)
- Audie Murphy (1925-1971), meest onderscheiden militair uit de Tweede Wereldoorlog, later acteur
- Larry Alan Thorne (1919-1965), Finse militair, enige voormalig lid van Waffen-SS hier begraven
- John Pershing (1860-1948), General of the Armies en bevelhebber van Amerikaanse troepen in de Eerste Wereldoorlog
- Gary Powers (1929-1977), U2-piloot, neergeschoten boven de Sovjet-Unie in 1960
- Hyman Rickover (1900-1986), viersterrenadmiraal, vader van de nucleaire marine
- Matthew B.Ridgway (1895-1993), generaal in de Koreaoorlog
- William Rosecrans (1819-1898), generaal in de Amerikaanse burgeroorlog, uitvinder, diplomaat en politicus
- Thomas Selfridge (1882-1908), eerste luitenant, eerste persoon die overleden is in een motorisch aangedreven vliegtuig
- Philip Sheridan (1831-1888), generaal in de Amerikaanse burgeroorlog
- Robert Sink (1905-1966), luitenant-generaal en vriend van Richard Winters
- Walter Bedell Smith (1895-1961), chef-staf van Dwight D. Eisenhower, directeur van de CIA en ambassadeur
- Leonard Wood (1860-1927), Chief of Staff van het Amerikaanse leger en gouverneur-generaal van de Filipijnen
- Lyman Lemnitzer (1899-1988), Amerikaans generaal

Astronauten:
- Roger Chaffee (1935-1967) en Virgil Grissom (1926-1967), overleden bij het ongeluk met Apollo 1
- Richard Scobee (1939-1986) en Michael Smith (1945-1986), overleden bij het ongeluk van de Spaceshuttle Challenger
- Theodore Cordy Freeman (1930-1964), overleden tijdens een oefenvlucht met een T-38
- David M. Brown (1956-2003), Laurel Clark (1961-2003) en Michael P. Anderson (1959-2003), overleden bij het ongeluk van de Spaceshuttle Columbia
- Henry Hartsfield (1933-2014)
- James Benson Irwin (Pittsburgh, 17 maart 1930 – Glenwood Springs, 8 augustus 1991), Astronout Apollo 15 (1971) en achtste mens op de maan

Andere verdienstelijke burgers:
- George Adamski (1891-1965), omstreden UFO-onderzoeker
- Fay Bainter (1893-1968), filmactrice
- Denis Beatty (1919-2002), architect
- Constance Bennett (1904-1965), filmactrice
- Hiram Bingham (1875-1956), senator en ontdekkingsreiziger
- John Foster Dulles (1888-1959), minister van Buitenlandse Zaken onder Dwight Eisenhower
- Arthur Goldberg (1908-1990), onder meer minister onder Kennedy, rechter in het Hooggerechtshof en diplomaat.
- Vinnie Ream Hoxie (1846-1914), beeldhouwster
- Henry Kissinger (1923-2023), politicus, diplomaat
- Pierre Charles L'Enfant (1754-1825), ontwerper van Washington, D.C.
- Joe Louis Barrow (1914-1981), zwaargewicht-bokskampioen
- Mike Mansfield (1903-2001), senaatsleider en diplomaat
- Lee Marvin (1924-1987), filmacteur
- Maureen O'Hara (1920-2015), Iers-Amerikaans filmactrice
- William Rehnquist (1924-2005), opperrechter
- Lowell H. Smith (1892-1945), luchtvaartpionier
- Frank Julian Sprague (1857-1934), uitvinder, werkte met Thomas Edison